# Mesorhaga aurata
Mesorhaga aurata är en tvåvingeart som beskrevs av Stefan Naglis 2000. Mesorhaga aurata ingår i släktet Mesorhaga och familjen styltflugor. Inga underarter finns listade i Catalogue of Life.